# Literaturjahr 1782
Liste der Literaturjahre

◄◄ | 1780 | Literaturjahr 1782

Weitere Ereignisse
Dieser Artikel behandelt das Literaturjahr 1782.

## Ereignisse
- Das Nibelungenlied erscheint nach Wiederentdeckung im Jahre 1755 in der ersten vollständigen Ausgabe in einem Sammelband von Christoph Heinrich Myller.

### Siku Quanshu
Die Siku Quanshu (Die Vollständige Bibliothek der Vier Schätze, 四庫全書,  Sìkù Quánshū), die größte Büchersammlung der chinesischen Geschichte, wird nach rund neun Jahren fertiggestellt. Die Redaktion bestand aus 361 Wissenschaftlern, mit Ji Yun und Lu Xixiong als Chefredakteuren. Man sammelte und anerkannte über 10.000 Handschriften aus der kaiserlichen Sammlung und anderen Bibliotheken. Etwa 3000 Schriften wurden vernichtet, da sie als Mandschu-feindlich eingestuft wurden. Letztendlich wurden 3461 Bücher für die Aufnahme in die Siku Quanshu ausgewählt. Sie werden in 36.381 Bänden mit mehr als 79.000 Kapiteln gebunden. Auf den ca. 2,3 Millionen Seiten finden sich etwa 800 Millionen chinesische Schriftzeichen. Vier Exemplare für den Kaiser werden in extra errichteten Bibliotheken in der Verbotenen Stadt, dem Alten Sommerpalast, Shenyang und der Wenjin-Kammer in Chengde aufbewahrt. Drei weitere Kopien für die Öffentlichkeit werden in Siku quanshu-Bibliotheken in Hangzhou, Zhenjiang und Yangzhou hinterlegt. Alle sieben Bibliotheken erhalten außerdem eine Kopie der kaiserlichen Enzyklopädie Gujin tushu jicheng von 1725.

### Prosa
- 23. März: In Frankreich erscheint die Erstausgabe des von Pierre-Ambroise-François Choderlos de Laclos verfassten Briefromans Les Liaisons dangereuses (Gefährliche Liebschaften). Nach vier Wochen sind die 2000 gedruckten Exemplare ausverkauft.
- De Sade schreibt im Gefängnis den Aufsatz Dialog zwischen einem Priester und einem Sterbenden. Der Text wird erst 1926 veröffentlicht.

### Drama
- 13. Januar: Friedrich Schillers Drama Die Räuber wird im Nationaltheater Mannheim uraufgeführt. Das öffentliche Interesse ist groß, da bereits die ein Jahr zuvor erschienene Druckausgabe großes Aufsehen wegen ihrer offenen Kritik am Feudalsystem erregt hat. Theaterdirektor und Regisseur Wolfgang Heribert von Dalberg will die Handlung dadurch entschärfen, dass er sie 300 Jahre in die Vergangenheit verlegt. Hauptdarsteller August Wilhelm Iffland tritt jedoch in der Rolle des Franz Moor mit zeitgenössischer Kleidung auf. Die Aufführung löst einen Skandal aus.

- Vittorio Alfieri: Saul

### Wissenschaftliche Werke, Essays
- Marie-Gabriel-Florent-Auguste de Choiseul-Gouffier: Voyage pittoresque de la Grèce Bd. 1.
- Georg Christoph Lichtenberg: Über die Pronunciation der Schupse des alten Griechenlands
- Friedrich Nicolai: Versuch über die Beschuldigungen welche dem Templeorder gemacht worden
- Jean-Jacques Rousseau: Les Rêveries du promeneur solitaire und  Les Confessions werden postum veröffentlicht.
- Johann Georg Sulzer: Vorübungen zur Erweckung der Aufmerksamkeit

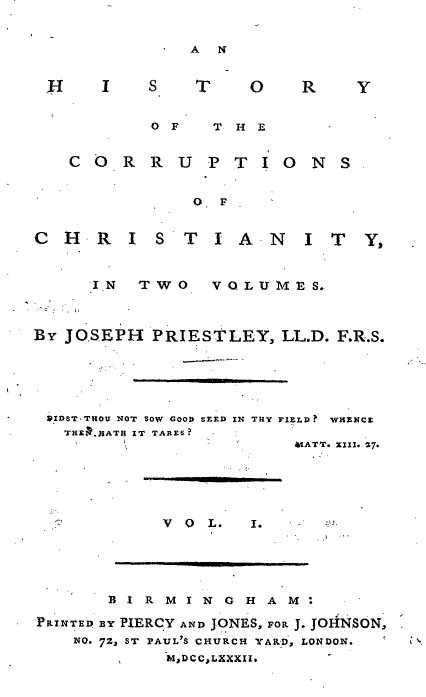
Priestley: A History of The Corruption ...

- Joseph Priestley: An History of the Corruptions of Christianity, wird offiziell verbrannt.

## Geboren
- 1. Januar: Johann Gottfried Abraham Frenzel, deutscher Maler, Kupferstecher und Kunst-Schriftsteller († 1855)
- 20. Januar: Joseph von Hormayr, österreichischer Geschichtsschreiber († 1848)
- 2. Februar: James Chalmers, schottischer Druckereibesitzer und Zeitungsverleger in Dundee († 1853)

- 4. März: Johann Rudolf Wyss, Schweizer Autor († 1830)
- 7. März: Franz Sartori, österreichischer Arzt und Schriftsteller († 1832)
- 17. März: Sophie von Kühn, deutsche Verlobte von Novalis († 1797)

- 3. Mai: Pius Alexander Wolff, deutscher Schauspieler und Schriftsteller († 1828)
- 22. Mai: Hirose Tansō, japanischer Gelehrter, Pädagoge und Schriftsteller († 1856)
- 29. Juni: Hans Christian Lyngbye, färöischer Herausgeber des ersten Buchs in färöischer Sprache († 1837)

- 1. Oktober: Bernhard Joseph Docen, deutscher Germanist, Bibliothekar und Schriftsteller († 1828)
- 13. November: Esaias Tegnér, schwedischer Lyriker († 1846)

## Gestorben
- März: Johan Vibe, norwegischer Dichter (* 1748)
- 12. April: Pietro Metastasio, italienischer Dichter und Librettist (* 1698)

- 22. Mai: Daniel Triller, deutscher Mediziner und Schriftsteller (* 1695)
- 15. Juli: Isaak Iselin, publizistisch tätiger Geschichtsphilosoph (* 1728)
- Friedrich Ludwig Abresch, niederländischer Philologe deutscher Herkunft (* 1699)

- Mathias Etenhueber, deutscher Dichter (* 1722)